# جنگل‌های برگ‌ریز آناتولی مرکزی
جنگل‌های برگ‌ریز آناتولی مرکزی (به ترکی استانبولی: Central Anatolian deciduous forests) یک جنگل و منطقهٔ مسکونی در ترکیه است.

## وضعیت اقلیمی
این منطقه دارای آب و هوای قاره‌ای است با تابستان‌های گرم و زمستان‌های سرد. میزان و محدوده بارندگی سالانه بین ۴۰۰ تا ۶۰۰ میلی‌متر می‌باشد.